# 29311 Lesire
29311 Lesire este un asteroid din centura principală de asteroizi.

## Descriere
29311 Lesire este un asteroid din centura principală de asteroizi. A fost descoperit pe 16 ianuarie 1994 la Caussols de Eric Walter Elst și Christian Pollas. Asteroidul prezintă o orbită caracterizată de o semiaxă mare de 2,68 ua, o excentricitate de 0,20 și o înclinație de 14,5° în raport cu ecliptica.